# Kantongerecht Woerden

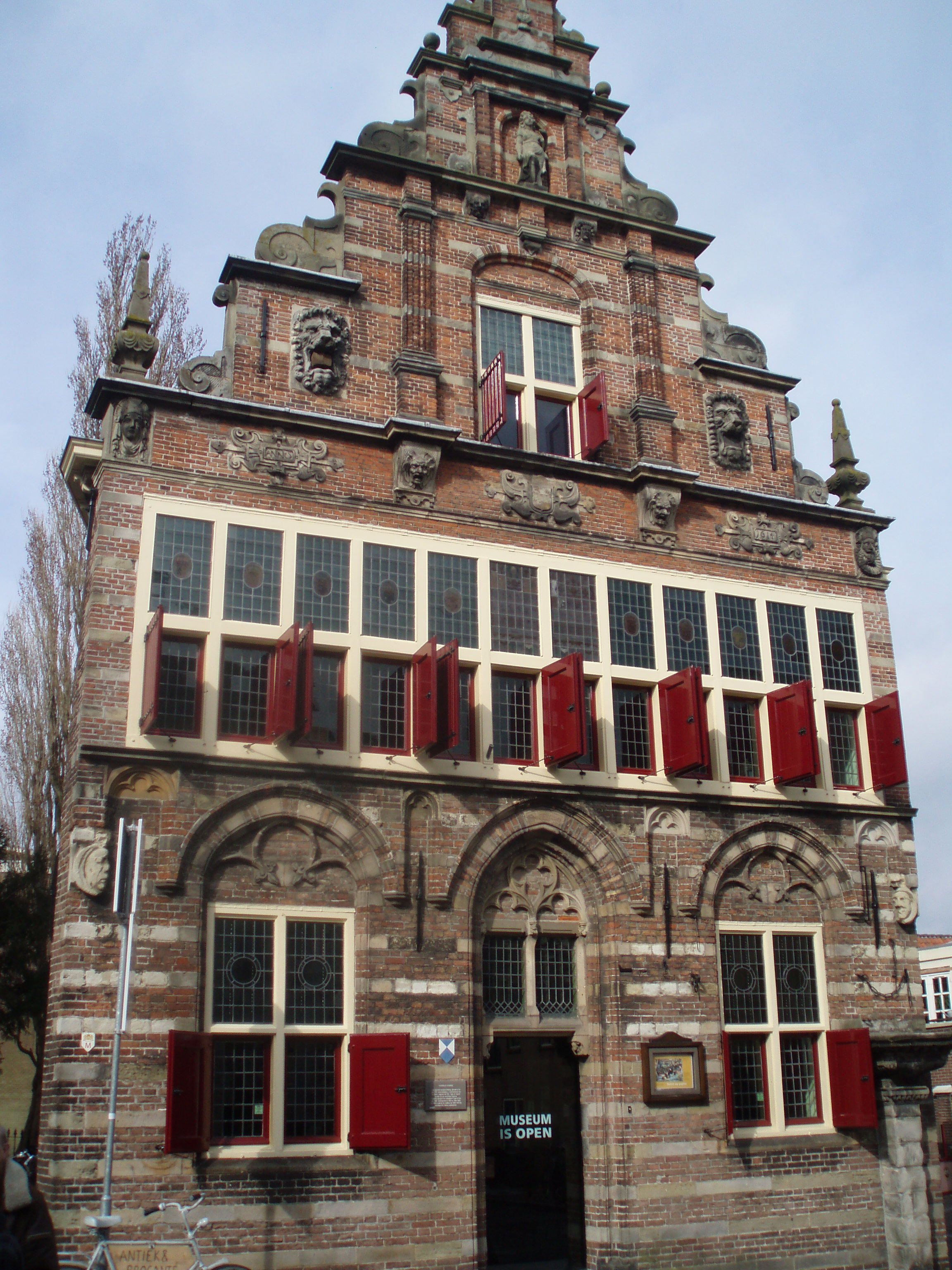
Het kantongerecht zetelde in het stadhuis van Woerden

Het kantongerecht Woerden was van 1838 tot 1934 een van de kantongerechten in Nederland. Bij de instelling was Woerden het vijfde kanton van het arrondissement Leiden. In 1890 werd het stadhuis van Woerden speciaal verbouwd ten behoeve van het gerecht.